# Polinomios para sumas de potencias de progresiones aritméticas
Son polinomios en función de una variable que, cuando la variable coincide con el número de sumandos, calculan la suma de potencias con bases en progresión aritmética y exponente igual al número anterior a su grado. El problema es por tanto encontrar polinomios tales que: 
{\displaystyle S_{n}^{p}(h,d)=\sum _{k=0}^{n-1}(h+kd)^{p}=h^{p}+(h+d)^{p}+\cdots +(h+(n-1)d)^{p},}
con variable {\displaystyle n} y parámetros {\displaystyle p,h,d} del plinomio {\displaystyle S_{n}^{p}(h,d)}; {\displaystyle \quad n} y {\displaystyle p} enteros no negativos, {\displaystyle h} primer término de una progresión aritmética y {\displaystyle d\neq 0} diferencia de la misma progresión, siendo {\displaystyle h} y {\displaystyle d} cualquier número real o complejo
{\displaystyle S_{n}^{p}(1,1)=\sum _{k=0}^{n-1}(1+k)^{p}=\sum _{k=1}^{n}k^{p}=1^{p}+2^{p}+\dots +n^{p}~} son los polinomios identificados por la fórmula de Faulhaber presentada póstumamente por Jacob Bernoulli en 1713;
{\displaystyle S_{n}^{p}(0,1)=\sum _{k=0}^{n-1}k^{p}=0^{p}+1^{p}+\dots +(n-1)^{p}~} son los polinomios diferenciándose de los anteriores sólo en el signo de un monomio de grado p;
{\displaystyle S_{n}^{p}(1,2)=\sum _{k=0}^{n-1}(1+2k)^{p}=1^{p}+3^{p}+\dots +(2n-1)^{p}~} son los polinomios por sumas de potencias de números impares sucesivos.

## Método con matrices
Para cualquier {\displaystyle m} entero positivo, el caso general se resuelve mediante la siguiente fórmula: 
{\displaystyle \quad {\vec {S_{n}}}(h,d)=T(h,d)A^{-1}{\vec {N_{n}}}\quad ,} donde
{\displaystyle [{\vec {S_{n}}}(h,d)]_{r}=S_{n}^{r-1}(h,d),\quad [{\vec {N_{n}}}]_{r}=n^{r},}
{\displaystyle [T(h,d)]_{r,c}={\begin{cases}0,&{\text{si }}c>r,\\{\binom {r-1}{c-1}}h^{r-c}d^{c-1}&{\text{si }}c\leq r.\end{cases}},\quad [A]_{r,c}={\begin{cases}0,&{\text{si }}c>r,\\{\binom {r}{c-1}},&{\text{si }}c\leq r,\end{cases}},\quad }
con {\displaystyle \quad 1\leq r\leq m\quad } y {\displaystyle \quad 1\leq c\leq m\quad } 
donde {\displaystyle r} (fila), {\displaystyle c} (columna) y {\displaystyle m} (orden de la matriz) son enteros.

#### Ejemplo
La fórmula en el caso particular  {\displaystyle m=5~(p=0,1,...,m-1)} se convierte en :  
{\displaystyle {\begin{pmatrix}S_{n}^{0}({h,d})\\S_{n}^{1}({h,d})\\S_{n}^{2}({h,d})\\S_{n}^{3}({h,d})\\S_{n}^{4}({h,d})\end{pmatrix}}={\begin{pmatrix}1&0&0&0&0\\h&d&0&0&0\\h^{2}&2hd&d^{2}&0&0\\h^{3}&3h^{2}d&3hd^{2}&d^{3}&0\\h^{4}&4h^{3}d&6h^{2}d^{2}&4hd^{3}&d^{4}\\\end{pmatrix}}{\begin{pmatrix}1&0&0&0&0\\1&2&0&0&0\\1&3&3&0&0\\1&4&6&4&0\\1&5&10&10&5\\\end{pmatrix}}^{-1}{\begin{pmatrix}n\\n^{2}\\n^{3}\\n^{4}\\n^{5}\end{pmatrix}}}
Y en el caso especial {\displaystyle m=5,~h=1,~d=2}, calcula la suma de los {\displaystyle n} primeros números impares consecutivos
Calculando la matriz T(h,d), cuyos elementos siguen el teorema del binomio con los valores asignados, es decir, T(1,2), y hallando la matriz inversa de la matriz triangular inferior A obtenida a partir del triángulo de Pascal privado del último elemento de cada fila (matriz formada a partir del números de Bernoulli, mostrada en rojo), tenemos :
{\displaystyle T(1,2)={\begin{pmatrix}1&0&0&0&0\\1&2&0&0&0\\1&4&4&0&0\\1&6&12&8&0\\1&8&24&32&16\\\end{pmatrix}},\qquad A^{-1}={\begin{pmatrix}\color {red}1\color {black}&0&0&0&0\\\color {red}-{\frac {1}{2}}\color {black}&{\frac {1}{2}}&0&0&0\\\color {red}{\frac {1}{6}}\color {black}&-{\frac {1}{2}}&{\frac {1}{3}}&0&0\\\color {red}0\color {black}&{\frac {1}{4}}&-{\frac {1}{2}}&{\frac {1}{4}}&0\\\color {red}-{\frac {1}{30}}\color {black}&0&{\frac {1}{3}}&-{\frac {1}{2}}&{\frac {1}{5}}\end{pmatrix}}}
multiplicando las filas por las columnas de las dos matrices se obtiene
{\displaystyle {\begin{pmatrix}S_{n}^{0}({1,2})\\S_{n}^{1}({1,2})\\S_{n}^{2}({1,2})\\S_{n}^{3}({1,2})\\S_{n}^{4}({1,2})\end{pmatrix}}={\begin{pmatrix}1&0&0&0&0\\0&1&0&0&0\\-{\frac {1}{3}}&0&{\frac {4}{3}}&0&0\\0&-1&0&2&0\\{\frac {7}{15}}&0&-{\frac {8}{3}}&0&{\frac {16}{5}}\end{pmatrix}}{\begin{pmatrix}n\\n^{2}\\n^{3}\\n^{4}\\n^{5}\\\end{pmatrix}}={\begin{pmatrix}n\\n^{2}\\-{\frac {1}{3}}n+{\frac {4}{3}}n^{3}\\-n^{2}+2n^{4}\\{\frac {7}{15}}n-{\frac {8}{3}}n^{3}+{\frac {16}{5}}n^{5}\\\end{pmatrix}}.}
y por tanto:
{\displaystyle S_{n}^{0}(1,2)=n,\quad S_{n}^{1}(1,2)=n^{2},\quad S_{n}^{2}(1,2)=-{\frac {1}{3}}n+{\frac {4}{3}}n^{3},\quad S_{n}^{3}(1,2)=-n^{2}+2n^{4},\quad S_{n}^{4}(1,2)={\frac {7}{15}}n-{\frac {8}{3}}n^{3}+{\frac {16}{5}}n^{5}.}.
Por último, si interesan las sumas de los tres primeros sumandos
{\displaystyle S_{3}^{0}(1,2)=3,\quad S_{3}^{1}(1,2)=9,\quad S_{3}^{2}(1,2)=35,\quad S_{3}^{3}(1,2)=153,\quad S_{3}^{4}(1,2)=707=1^{4}+3^{4}+5^{4}.}

## Método con polinomios de Bernoulli
La siguiente fórmula resuelve el problema de forma implícita utilizando polinomios de Bernoulli:
{\displaystyle S_{n}^{p}(h,d)={\frac {d^{p}}{p+1}}(B_{p+1}(n+{\frac {h}{d}})-B_{p+1}({\frac {h}{d}}))~~} 
En particular:
{\displaystyle S_{n}^{p}(1,1)={\frac {B_{p+1}(n+1)-B_{p+1}(1)}{p+1}}}
{\displaystyle S_{n}^{p}(0,1)={\frac {B_{p+1}(n)-B_{p+1}(0)}{p+1}}}
{\displaystyle S_{n}^{p}(1,2)=2^{p}{\frac {B_{p+1}(n+{\frac {1}{2}})-B_{p+1}({\frac {1}{2}})}{p+1}}}